# Marie Sklenářová
Marie Sklenářová (6. října 1914 – ???) byla česká a československá politička Komunistické strany Československa a poúnorová poslankyně Národního shromáždění ČSR.

## Biografie
V roce 1948 se uvádí jako švadlena, bytem Praskolesy.
Po volbách roku 1948 byla zvolena do Národního shromáždění za KSČ ve volebním kraji Praha-venkov. Mandát nabyla až dodatečně v dubnu 1953 jako náhradnice poté, co rezignovala poslankyně Jiřina Rainerová. V parlamentu zasedala do konce funkčního období, tedy do voleb v roce 1954.